# Podgorni (Maikop, Adiguesia)
Podgorni (del ruso: Подгорный) es un pueblo (posiólok) del ókrug urbano de Maikop en la república de Adigueya de Rusia. Está situado en la orilla derecha del Psenafa, de la cuenca del Kubán, 9 km al norte del centro de Maikop, la capital de la república. Tenía 739 habitantes en 2010.